# Manuel Iranzo Benedito
Manuel Iranzo Benedito (València, 11 de gener de 1867 - Almenara, 1921) fou un advocat i polític valencià, diputat a les Corts Espanyoles durant la restauració borbònica.
Llicenciat en dret per la Universitat de València el 1887, era fill de José Iranzo Presencia, cap del Partit Liberal a la circumscripció d'Albaida, i net de Manuel Benedito Calzada, membre de la Unió Liberal. Fou elegit diputat pel districte d'Albaida a les eleccions generals espanyoles de 1893, 1898, 1900, 1901 i 1905, i pel de Castelló de la Plana a les eleccions generals espanyoles de 1907. Participà en la fundació de la Federació Agrària de Llevant i el 1911 fou fundador i president del Servei Meteorològic de Llevant.

## Obres
- Ensayos de meteorología dinámica... (1889)